# Distrito de Echarate
El distrito de Echarate (oficialmente registrado como tal pero llamado de forma unilateral "Echarati" por su gobierno local) es uno de los quince distritos que conforman la provincia de La Convención ubicada en el departamento del Cuzco en el Perú. Limita por el Norte con el departamento del Ucayali, por el Este con el departamento de Madre de Dios y los distritos de Quelloúno y Ocobamba. Por el Sur con los distritos de Vilcabamba, Maranura y Santa Ana y por el Oeste con el departamento de Junín y los distritos de Quimbiri y Pichari.
Desde el punto de vista jerárquico de la Iglesia católica forma parte de la Vicariato Apostólico de Puerto Maldonado

## Historia
El distrito fue creado el 2 de enero de 1857 durante el gobierno del Presidente Ramón Castilla como parte de la provincia de Urubamba, luego se crea la provincia de La Convención el 25 de julio de 1857 y se anexa el distrito de Echarati.
Su aniversario central se celebra el 15 de julio desde el año 1985. Su patrona religiosa es la Virgen del Carmen.

## Geografía
El distrito de Echarate está situado en la zona noreste de la provincia de la Convención y su territorio abarca el 63% del total de la provincia. Echarate es el distrito donde se ubica la reserva de hidrocarburos de Camisea, que fueron descubiertas por una de las compañías de Shell a mediados de la década de 1980. Las reservas estimadas son de 13 trillones de pies cúbicos de gas natural y 660 millones de barriles de líquidos que, al comercializarse, reducirán el costo de la electricidad y del combustible nacional.

## Centros poblados
Además de su capital, Echarate, distrito está integrado por 290 centros poblados:
| - Campo Verde - Puerto Huallana - Cochiri - Tangoshiari - Mayapo - Camaná - Baja Chinguriato - Pomoreni - Puguientimari - Saniriato - Malanquiato - Mantalo - Pangoa - Boca Yavero - Zonaquishiato - Boca Pachiri (Charahuato) - Alta Pachiri - Ivochote - Paquichari - Monte Carmelo - Bajo Manugali - Tintiniquiao - Unión Arena - Alto Mangurali - Rosario Central - Nueva Florida - Nueva California - Yomentoni-Margen Izquierda - Kuviriari - Yomentoni-Margen Derecha - Alto Shimaa - Ochigoteni - Sol Naciente - Alto Puguientimari - Palomani - Ozonampiato - Paquichari - Chamiriato - Shirimpiari - Alta Kepashiato - Boca Puyentimari - Itariato Alto (Itariato) ) - Kepashiato - Aguas Calientes - Shimaa - Cigakiato - Tunquichaca |  | - Simentato - Materiato - Chacospishiato - Baja Corimani - Alta Postaquiato - Camanquiriato - Bajo Postaquiato - Kumpirushiato - Agua Salada - Agua Dulce - Confortayoc - Coshireni - Manatarushiato - Mazoquiato - Kiteni - Kamonashiari-Margen Derecha - Kamonashiari-Margen Izquierda - Alto Kiteni - Santa Teresita - Progreso - Santoato - Santa Elena - Duchisela - Sangobatea - Viracochasi - Quimcuri - Baja Yanashiri - Alta Yanashiri - Cirialo - Toteruyoc - San Antonio - Tucantinas - Candelaria - Alta Materiato - Alta Cirialo - Simbeni - Piguiato - Quimariato Alto - Quimariato Bajo - Koribeni - Alto Piguiato - Palosantoyoc - Alto Yomentoato - Yomentoato - Florida - Alto Koribeni - Chapo Grande - Talancato - Alto Chacanares - Ichiquiato Bajo |  | - Sanganato - Calaminayoc - Chacanares - Ibanqui Alto - Ibanqui Bajo - Rosalina Alta - Palma Real - Rosalina - Ichiquiato-Cinta Verde - Quellomayo - Agua Santa - Moyomonte - Huertapata - Misquiunuyoc - Chahuares - Centro Illapani - Manto Real - Alto Illapani - Lucmapata - Milagroyoc - Chaupimayo - Quemaluyoc - Manto Real Alto - Chaupiorco - Sahuayacu - Acopampa - Monterrico - Cochapampa Alta - San Miguel - Chaynapuerto - Pasñapacana - San Agustín - Ichiquiato-Alta Unión - Sajiruyoc - Cochapampa Baja - Concepción (Pampa de Concepción) - Pan de Azúcar - Miraflores - Maranniyoc - Cocabambilla - Papelpata - La Calzada - Chongona - Pampa de Echarate - Puente Echarate - Palmanayoc-Urusayhua - Rosariomayo - Pispita - Piedra Blanca - Terbinto - Sicllabamba |  | - Palmanayoc - Alcusana Baja - Calcapampa - Dormenduyoc Bajo - Mesapata - Cochayoc - Matacatorce - Alcuzama Alta - Albasuyoc - Aputinya - Torontoypata - Chaupimayo - Racachapata - Belempata - Huacayoc - Ramospata - Delicias - Esperanza - Limompampa - Huaynapata - Balcompata - Buenos Aires - Montecristo - Alta Chinguriato - Cachingari - Jalancato - Alta Mantalo - Baja Mantalo - Piedra Pintada - San Martín de Pangoa - Toro Bravo - Alta Mapitunuari - Cushipiari - Bajo Mapitunuari (Chimparina) - Churitiari - Inquilhuato - Medio Pachiri - Alto Manugali-Margen Izquierda - Porenquishiari - Terengavine - Alto Manugali-Margen Derecha - Alto Ivochote - Quichani - Tocateplaya - Santa Lucía - Chapo-Sanatariato Alto - Changuirhuato - Triorio |  | - Manguariari-Margen Derecha - Río Blanco - Machunchurina - Santa Rosa - Palmeiras - Bajo Kuviriari - Alto Palma Real - Chacamisiato - Managua - Alto Palosantuyoc - Mesada - Nueva Esperanza - Calvario - Mayungari - Esperanza - Ozonampiato-Margen Izquierda - Nueva Cirialo - Alta Unión - Alta Ozonampiato - Santa Marta - Abra de Cigaquiato - Guadalupe - Mejorada - La Victoria - Joya - Siete de Junio - Puguientimari-Pomoreni - Santa Ana - Nuevo Paraíso - Nueva Luz - Changuiro - Tiboriare - Aendoshiari - Alto Chahuares - Santa Isabel - Limonchayoc - San Lorenzo - Pisonayviyoc - Pacaypata - Huayllapata - Condormoco - Ichupampa - Pacpachayoc - Dormenduyoc Alto - Huayruroyoc - Siete Vueltas - Buena Vista - La Rinconada |  | - Kiteni-Margen Derecha - Chapo-Sanatariato Bajo - Chapo Grande Alto - Salvación - Chaco Carmen Alto - Chaco Rosario - Chaupi Arriendo - San Cristóbal - Mapotoato - Quitapanaquiari - Puguientimari-Margen Derecho - Alto Charahuato - Pachiri-Margen Izquierda - Chimparina - Balceadero - Palma Real-Alta Koribeni - Palmayoc - Ivochote Medio - Pachiri Medio - Quintariato - La Frontera - Alta Calaminayoc - San Luis - Agua Blanca - Buena Vista - Capashiari - Alta Materiato - Pomoreni - Manzanares - Alta Confortayoc - Alta Viracochasi - Asociación Nueva Echarate - Bajo Itariato - Cinta Verde - Los Nogales - Bella Vista - Alta Simbeni - Alta Canaán - Estrella-Alto Sangobatea - Alta Santoato |

## Patrimonio

### Natural
- Cañón de Mesapelada (Cañón pétreo y cataratas)
- Cascadas de las Siete Tinajas
- Cataratas de Illapani
- Pongo de Mainique (Paredes de rocas gigantescas por donde discurre agua)

### Parques y espacios públicos
- Zoológico de Echarate
- Complejo Municipal de Piscinas

## Autoridades

### Municipales
- 2023-2026[3]
  - Alcalde: Oswaldo Torres Cruz

### Policiales
- Comisario: Comandante PNP Carlos Enrique MUÑOZ CHOY

## Festividades
- Virgen del Carmen.
- San Isidro Labrador.
- Santa Rosa de Lima.
- Señor de Huanca.